# NGC 2335
NGC 2335 је расејано звездано јато у сазвежђу Једнорог које се налази на NGC листи објеката дубоког неба.
Деклинација објекта је - 10° 1' 43" а ректасцензија 7h 6m 49,4s. Привидна величина (магнитуда) објекта NGC 2335 износи 7,2. NGC 2335 је још познат и под ознакама OCL 562.